# Benevello
Benevello es un municipio italiano situado en la provincia de Cuneo, en Piamonte. Tiene una población estimada, a fines de agosto de 2023, de 457 habitantes.

## Evolución demográfica
| Gráfica de evolución demográfica de Benevello entre 1861 y 2023 |
|                                                                 |
| Fuente: ISTAT - Elaboración gráfica de Wikipedia                |